# Ocnogyna prieta
Ocnogyna prieta är en fjärilsart som beskrevs av Ribbe 1912. Ocnogyna prieta ingår i släktet Ocnogyna och familjen björnspinnare. Inga underarter finns listade i Catalogue of Life.